# اسماعیل (بازیکن فوتبال، زاده ۱۹۳۸)
اسماعیل (انگلیسی: Ismael; ۷ فوریهٔ ۱۹۳۸ – ۱۵ ژانویهٔ ۲۰۰۹) بازیکن فوتبال اهل برزیل بود.
از باشگاه‌هایی که در آن بازی کرده‌است می‌توان به باشگاه فوتبال سائو پائولو اشاره کرد.